# Mesostenus euoplus
Mesostenus euoplus là một loài tò vò trong họ Ichneumonidae.